# Vincent Riga
Vincent Riga (Brussel, 28 september 1978) is een Belgisch politicus voor de Open Vlaamse Liberalen en Democraten (Open Vld) en daarvoor Christen-Democratisch en Vlaams (CD&V). Hij is voormalig Brussels Hoofdstedelijk Parlementslid.

## Levensloop
Van 1991 tot 1996 volgde Riga humaniora aan het Sint-Jan Berchmanscollege van Brussel, waarna hij van 1996 tot 2001 studeerde voor burgerlijk ingenieur elektromechanica aan de VUB. In 2002 werd hij master in veiligheidstechnieken, Security en Loss Prevention Services aan de VUB en in 2004 behaalde hij het master in het management en het beleid van de gezondheidszorg aan de KU Leuven.
Van 2001 tot 2007 werkte hij als burgerlijk ingenieur bij de nv Centrum voor Psychogeriatrie en de Stichting voor de Psychogeriatrie. Vervolgens was hij van 2007 tot 2010 technisch directeur en operationeel manager van de nv Senior Living Group, werd hij in 2013 zelfstandig adviseur in de bouw en het beheer van verpleeghuizen en was hij van 2015 tot 2017 adviseur van de voorzitter van de nv Pairi Daiza. Sinds 2019 is Riga kaderlid bij de Brussels Airport Company, de uitbater van de luchthaven van Zaventem.
Riga werd politiek actief voor CD&V. Voor deze partij werd hij in 2006 verkozen tot gemeenteraadslid van Sint-Agatha-Berchem, waar hij van 2006 tot 2016 schepen was, met de bevoegdheden Nieuwe Energieën, Werk, Gezondheid en Personen met een handicap (2006-2012), Stedenbouw, Mobiliteit, Leefmilieu, Werk en Personen met een Handicap (2012-2015) en Openbare Werken, Parken, Netheid, Mobiliteit en Werk (2015-2016). In 2016 nam hij ontslag als schepen wegens strubbelingen met de bestuursmeerderheid.
Ook was hij van 2010 tot 2014 raadgever op het kabinet van minister in de Brusselse Hoofdstedelijke Regering Brigitte Grouwels en van juni tot juli 2014 korte tijd lid van het Brussels Hoofdstedelijk Parlement ter vervanging van ontslagnemend minister Brigitte Grouwels. Van 2014 tot 2018 en van 2019 tot 2025 was Riga regeringscommissaris bij de openbaarvervoermaatschappij MIVB.
In 2014 beëindigde Riga zijn lidmaatschap van CD&V. In 2017 besloot hij zich aan te sluiten bij de Open VLD. Voor deze partij werd hij in 2018 herkozen als gemeenteraadslid van Sint-Agatha-Berchem op de tweetalige lijst 'Open MR'.
In 2023 kwamen er vragen over de betrokkenheid van Riga in het Lokaal Dienstencentrum Ellips, waar hij van 2010 tot 2023 voorzitter was. Er zouden twijfelachtige uitgaven zijn gebeurd met overheidsgeld, zoals de aankoop van een peperdure wagen, torenhoge telefoon- en internetkosten en tienduizenden euro's aan restaurantbezoeken, waardoor een onderzoek werd opgestart door de Vlaamse Gemeenschapscommissie, die jaarlijks voor 110.000 euro aan subsidies toekent aan de vzw. Tevens werd onderzoek gevoerd door de Vlaamse Zorginspectie, aangezien een deel van de desbetreffende financiële middelen onder het departement Zorg van de Vlaamse overheid vielen. In maart 2024 opende daarnaast het parket van Brussel een opsporingsonderzoek naar mogelijke strafbare feiten in deze zaak. In nasleep van zijn zaak diende Riga zijn partijkaart bij Open Vld in te leveren.
Bij de gemeenteraadsverkiezingen van oktober 2024 duwde Riga de burgerlijst Be Berchem, maar hij raakte niet herkozen als gemeenteraadslid van Sint-Agatha-Berchem.